# Maria Rosaria Omaggio
Maria Rosaria Omaggio (Roma, 11 gennaio 1954 – Roma, 30 giugno 2024) è stata un'attrice e scrittrice italiana.

## Biografia
Di origini napoletane, Maria Rosaria Omaggio nacque l'11 gennaio 1954 a Roma, figlia di Pasquale, ginecologo, e Marcella Omaggio. Iniziò la sua attività da giovanissima e divenne popolare grazie alla partecipazione a Canzonissima del 1973-1974, condotta da Mita Medici e Pippo Baudo, per passare poi al cinema e al teatro. Per il suo impegno nel sociale fu Goodwill Ambassador UNICEF Italia. Fu anche istruttore di Taijiquan tesserata C.S.I-Centro Sportivo Italiano, allenata dal maestro Li Rong Mei.
Comparve sulle copertine dell'edizione italiana di Playboy nel maggio 1976, nel luglio 1980 e nel novembre 1982, mentre nel febbraio 1985 comparve su quella di Playmen.
Come autrice collaborò con numerose riviste.

### Cinema
Nel 1976 esordì al cinema con Roma a mano armata e Squadra antiscippo, al fianco di Maurizio Merli e Tomas Milian. Tra i film da lei interpretati vi furono La lozana andalusa di Vicente Escrivá; Culo e camicia di Pasquale Festa Campanile; Giocare d'azzardo di Cinzia TH Torrini; Le avventure dell'incredibile Ercole di Luigi Cozzi; François Villon di Serge Nicolaescu; Occhio nero occhio biondo occhio felino... di Emma Muzzi Loffredo; Era una notte buia e tempestosa... di Alessandro Benvenuti; Un'altra lei, corto di Rocco Mortelliti per Intolerance; Un paradiso di bugie di Stefania Casini; Guido che sfidò le Brigate Rosse di Giuseppe Ferrara; Guardando le stelle di Stefano Calvagna; L'ave maria di Ninì Grassia e To Rome with Love di Woody Allen. Nel film Walesa - L'uomo della speranza di Andrzej Wajda, presentato alla 70ª Mostra del cinema di Venezia, ebbe il ruolo di Oriana Fallaci, che intervistò il leader di Solidarność nel 1981.
Per la sua interpretazione vinse a Venezia il premio Pasinetti, l'Arechi d'oro al Festival internazionale del cinema di Salerno e il premio Oriana Fallaci 2014. Scrisse, diresse e interpretò il cortometraggio Hey you!, con musiche della Premiata Forneria Marconi, presentato al Giffoni Film Festival 2015.

### Televisione
Partecipò a diversi varietà, tra cui Er Lando Furioso (condotto nel 1976 insieme a Lando Fiorini) e Tutto compreso (1981). Prese parte a molti sceneggiati televisivi italiani, tra cui Racconti fantastici; Sarto per signora; Il generale; Edera; Passioni; Micaela; Caro maestro; Donne di mafia; La squadra; Don Matteo; A fari spenti nella notte; Sabato, domenica e lunedì. Girò a Madrid la fiction La sonata del silencio, tratta dal best seller di Paloma Sánchez-Garnica, nel ruolo di Roberta Moretti.

### Teatro
In teatro interpretò numerose opere, tra cui: La schiava d'oriente di Carlo Goldoni; La santa sulla scopa, scritta e diretta da Luigi Magni; Il segno di Jacopone per il Todi festival del 1990; L'impresario, opera lirica con prosa di Mozart, allestita da Tonino del Colle; George e Chopinsky - Lettere in concerto, presentato al Todi festival del 1991; La Venexiana e Fedra di Seneca, diretta da Beppe Arena; La moglie di Claudio, commedia di Dumas figlio; Zang Tumb Tumb, spettacolo futurista in collaborazione con E. M. Lamanna; Sotto banco di Domenico Starnone, per la regia di S. Giordani; La roccia, opera di Vincenzo Spampinato per la regia di Alessio Pizzech; Chiamalavita di Italo Calvino; Spirito allegro di Noël Coward per la regia di Attilio Corsini, con ripresa di tournée; Diatriba d'amore contro un uomo seduto, unico testo teatrale di Gabriel García Márquez messo in scena da Alessandro D'Alatri e Il canto di Didone, melologo per voce recitante, pianoforte, soprano e coro dal IV libro dell'Eneide, dalla VII Epistola di Ovidio e liriche di Ungaretti, su musiche dedicate alla Didone abbandonata.
Fu Eleonora Duse in Sensi Dannunziani. Festeggiò col recital Omaggio a voi - 30 anni di teatro. Ideò Il teatro per l'Unicef. Firmò la traduzione e la regia di Il balcone di Golda di William Gibson, con Paola Gassman nel ruolo di Golda Meir e la musica di Luis Bacalov. In occasione della "Notte dei Musei" a Roma, nel maggio del 2023 all'auditorium dell'Ara Pacis, riportò in scena, con la cantante Grazia Di Michele, Chiamalavita, da opere e canzoni dello scrittore Italo Calvino, dedicato ai bambini vittime di guerre e ai cento anni dalla nascita dello scrittore.

### Morte
Morì a Roma il 30 giugno 2024 all'età di 70 anni; i funerali furono celebrati due giorni dopo a Roma nella basilica di San Giuseppe al Trionfale. Le ceneri dell'artista furono poi sparse nel mare di Ostia così come fu anche per il fratello.

## Vita privata
Maria Rosaria Omaggio si sposò con Salvatore Vanacore e non ebbe figli. Si professava cattolica.
Appassionata tifosa romanista, ricevette il premio "Sette Colli" nel 2012 e nel 2021 diventò Cavaliere della Roma.

## Opere
- Il mio viaggio nell'incredibile, Roma, Technipress, 1988, SBN CFI0143522.
- L'energia trasparente: curarsi con cristalli, pietre preziose e metalli, Roma, Edizioni mediterranee, 1990, SBN CFI0225086.
- Maria Rosaria Omaggio e Bruno Romano, Curarsi con i cristalli, gemme e metalli (allegata VHS), Roma, Edizioni mediterranee, 1994, ISBN 88-272-1061-X.
- Viaggio nell'incredibile: una ricerca oltre frontiera, Roma, Edizioni mediterranee, 1995, ISBN 88-272-1055-5.
- C'era una volta, c'è sempre e ci sarà ancora, Milano, Corbaccio, 1998, ISBN 88-7972-283-2.
- Il linguaggio dei gioielli: il significato nascosto e ritrovato dell'eterna arte dell'ornamento dalla A alla Z, Milano, Zelig, 2001, ISBN 88-87291-21-7.
- Il linguaggio di cristalli, gemme e metalli: l'energia trasparente, Roma, Edizioni mediterranee, 2018, ISBN 978-88-272-2825-8.

## Filmografia

Maria Rosaria Omaggio in Roma a mano armata (1976) di Umberto Lenzi

### Cinema
- Roma a mano armata, regia di Umberto Lenzi (1976)
- Squadra antiscippo, regia di Bruno Corbucci (1976)
- La lozana andalusa, regia di Vicente Escrivá (1976)
- La segretaria privata di mio padre, regia di Mariano Laurenti (1976)
- La malavita attacca... la polizia risponde!, regia di Mario Caiano (1977)
- El virgo de Visanteta, regia di Vicente Escrivá (1979)
- Visanteta, estáte quieta, regia di Vicente Escrivá (1979)
- La moglie dell'amico è sempre più buona, regia di Juan Bosch (1980)
- Incubo sulla città contaminata, regia di Umberto Lenzi (1980)
- Culo e camicia, regia di Pasquale Festa Campanile, episodio Un uomo, un uomo e... Evviva una donna! (1981)
- L'Ave Maria, regia di Ninì Grassia (1982)
- Occhio nero occhio biondo occhio felino..., regia di Emma Muzzi Loffredo (1983)
- Le avventure dell'incredibile Ercole, regia di Luigi Cozzi (1985)
- Era una notte buia e tempestosa..., regia di Alessandro Benvenuti (1985)
- Rimini Rimini - Un anno dopo, regia di Bruno Corbucci, episodio La legge del taglione (1988)
- Mia dolce Gertrude, regia di Adriana Zanese (1991)
- Intolerance, regia di Rocco Mortelliti, episodio Un'altra lei (1997)
- Una cosa in mente - San Giuseppe Benedetto Cottolengo, regia di Paolo Damosso (2004)
- Guido che sfidò le Brigate Rosse, regia di Giuseppe Ferrara (2007)
- Guardando le stelle,  regia di Stefano Calvagna (2008)
- The Museum of Wonders, regia di Domiziano Cristopharo (2010)
- Bloody Sin, regia di Domiziano Cristopharo (2011)
- To Rome with Love, regia di Woody Allen (2012)
- Walesa - L'uomo della speranza, regia di Andrzej Wajda (2013)
- Ninna Nanna, regia di Enzo Russo e Dario Germani (2017)
- Leonardo Psychedelic Genius, regia di Maria Rosaria Omaggio e Antonella Perazzo (2019) – video
- Lectura Ovidii, regia di Davide Cavuti (2019)

### Televisione
- Racconti fantastici, regia di Daniele D'Anza – miniserie TV (1979)
- Sarto per signora, regia di Paolo Cavara – film TV (1979)
- Joséphine ou la comédie des ambitions – miniserie TV (1979)
- Tutto compreso, regia di Giancarlo Nicotra – programma TV, 6 episodi (1981)
- La nouvelle malle des Indes – miniserie TV (1981-1982)
- De bien étranges affaires – serie TV, 1 episodio (1982)
- Polvere di Pitone – miniserie TV (1984)
- L'homme de Suez – miniserie TV (1983-1984)
- Il generale, regia di Luigi Magni – miniserie TV (1987)
- Incredibile – programma TV, 13 episodi (1988-1989)
- Edera, regia di Fabrizio Costa – telenovela, 22 episodi (1992)
- Micaela, regia di Rodolfo Hoppe – telenovela, 69 episodi (1992)
- Caro maestro – serie TV (1996)
- Leo e Beo, regia di Rossella Izzo – miniserie TV (1998)
- Una donna per amico – serie TV, 1 episodio (1998)
- Donne di mafia, regia di Giuseppe Ferrara – miniserie TV (2001)
- Don Matteo – serie TV, episodio 5x22 (2006)
- A fari spenti nella notte, regia di Anna Negri – film TV (2012)
- La sonata del silencio – serie TV, 5 episodi (2016)
- Sabato, domenica e lunedì, regia di Edoardo De Angelis – film TV (2021)

## Teatro
- La schiava d'Oriente, da Carlo Goldoni, adattamento e regia di Augusto Zucchi (1985)
- La santa sulla scopa, testo e regia di Luigi Magni (1986)
- Il segno di Jacopone di Claudio Novelli, regia di Mario Scaccia (1990)
- L'impresario teatrale di Wolfgang Amadeus Mozart, regia di Tonino Del Colle (1991)
- George e Chopinsky di Tonino Del Colle, regia di Tonino Del Colle e Luciano Gaia (1991)
- La moglie di Claudio di Alexandre Dumas (figlio), regia di Antonio Venturi (1994)
- Grazia a Maria di Nino Nonnis, regia di Maria Assunta Calvisi (1995)
- Shakespeare Horror Show, regia di Claudio Boccaccini (1999)
- Sottobanco di Domenico Starnone, regia di Silvio Giordani (2000)
- Passio et resurrectio di Sergio Rendine, direzione di Maurizio Dones (2000)
- Udii il grido, udii la voce, melologo di Alessandro Cusatelli (2001)
- Gin and tonic, scritto e diretto da Silvano Spada (2001)
- Butterfly and Parrots di Marta Bifano e Carlo Manfredi (2002)
- Le donne, i cavalier, l'arme... io canto, adattamento e regia di Paolo Todisco (2002)[22]
- La Venexiana di anonimo del XVI secolo, regia di Beppe Arena (2003)
- Fedra di Seneca, regia di Beppe Arena (2003)
- La roccia di Vincenzo Spampinato, regia di Alessio Pizzech (2003)
- chiamalavita, testo e regia di Maria Rosaria Omaggio (2003)[23]
- Il fantastico da Le Mille e una notte, regia di Marco Mattolini (2005)
- La morte della Pizia di Friedrich Dürrenmatt, regia di Ruggero Cappuccio (2005)
- Spirito allegro di Noël Coward, regia di Attilio Corsini (2005)
- El dia que me quieras di Davide Cavuti (2006)
- Berenice di Edgar Allan Poe, regia di Gabriele Lavia (2006)
- Passio et Resurrectio di Vincenzo De Vivo e Sergio Rendine (2007)
- Histoire du soldat di Igor' Stravinskij, regia di Maria Rosaria Omaggio (2007)
- Diatriba d'amore contro un uomo seduto di Gabriel García Márquez, regia di Alessandro D'Alatri (2007)[24]
- Il mistero dell'amore: per Laura o per Beatrice?, testo e regia di Maria Rosaria Omaggio (2009)
- Il canto di Didone di Maria Rosaria Omaggio (2009)[25]
- Sensi Dannunziani, regia di Maria Rosaria Omaggio (2010)
- Omaggio a Voi di Maria Rosaria Omaggio (2010)[26]
- Il balcone di Golda di William Gibson, regia di Maria Rosaria Omaggio (2012)
- Se questo è un uomo (Nel ricordo di Primo Levi), testo e regia di Maria Rosaria Omaggio (2013)
- Sull'Antisemitismo di Oriana Fallaci (2014)
- Omaggio a Gabriel García Márquez, con Massimo Dapporto, regia di Juan Diego Puerta López (2014)
- Cristina di Svezia, regina a Roma di Maria Rosaria Omaggio e Francesco Sala, regia di Francesco Sala (2015)
- Diatriba d'amore contro un uomo seduto di Gabriel García Márquez, regia di Emanuela Giordano (2015)
- Il fronte delle donne di Lucilla Galeazzi, regia di Maria Rosaria Omaggio (2015)
- Me Dea, variazione sul mito di Maurizio Donadoni (2015)
- Le parole di Oriana di Maria Rosaria Omaggio (2015)[27]
- 1900 anni fa, Traiano di Mara D'Aquila e Pino Quartullo, regia di Pino Quartullo (2017)
- Leonardo Psychedelic Genius, testo e regia di Maria Rosaria Omaggio (2019)
- Sante Bambole Puttane di Grazia Di Michele, Joanna Di Michele e Pietra Selva (2019)
- Scarpe rosse di Maria Rosaria Omaggio e Maria Letizia Compatangelo, regia di Maria Rosaria Omaggio (2020)
- Omaggio a Carla Fracci - dialoghi d'amore sulle punte di Maria Rosaria Omaggio (2021)
- Chiamalavita, da opere e canzoni di Italo Calvino, con Grazia Di Michele (2023)

## Radio
- Il Mattiniere, a cura di Adriano Mazzoletti (Secondo Programma poi Radiodue, 1974-1976)
- Salve ragazzi (Programma Nazionale, 1975)
- Voi ed io : punto e a capo (musiche e parole provocate dai fatti) (Radiouno, 1977)
- Gran Varietà (Radiodue, 1978)
- Carta bianca (Radiouno, 1981-1983)
- Radio anch'io (Radiouno, 1984)
- Le piace la radio? (Radiouno, 1986)
- Oriana Fallaci, due puntate per Rosso scarlatto di Antonella Ferrera (Rai Radio 3, 2009)
- Oriana Fallaci, incontri impossibili, a cura di Laura De Luca (Radio Vaticana, 2010)
- Oriana Fallaci intervista Golda Meir, con Paola Gassman, a cura di Laura De Luca (Radio Vaticana, 2011)
- Il vulcano di Elio Sena, incontri impossibili a cura di Laura De Luca (Radio Vaticana, 2011)

## Riconoscimenti
Per la sua attività di scrittrice vinse il premio Fregene nel 1989 con Il mio viaggio nell'incredibile; e il premio letterario Chiantino-Christopher D. sezione favole nel 1998 con C'era una volta, c'è sempre e ci sarà ancora.
Per la sua interpretazione di Oriana Fallaci nel film Walesa - L'uomo della speranza di Andrzej Wajda ricevette a Venezia una Menzione speciale del premio Francesco Pasinetti alla 70ª Mostra del cinema 2013, il premio Oriana Fallaci 2014 e l'Arechi d'oro al Festival Internazionale del cinema di Salerno. Oltre a tre Maschere d'argento, una targa Gromo alle Grolle, Biglietto d'oro di Taormina, ricevette per l'interpretazione di Shakespeare horror show, diretta da Claudio Boccaccini, il premio "Salvo Randone 2000" e "Donna e cultura" in Campidoglio nel 2007, oltre a L'Aquila d'oro 2009, per l'interpretazione di Diatriba d'amore contro un uomo seduto di Gabriel García Márquez (2007). Per l'allestimento e la regia de Il balcone di Golda vinse il premio "In scena Ombra della sera - Volterra Teatro 2012".

## Doppiatrici
- Vittoria Febbi in Roma a mano armata, Squadra antiscippo, La segretaria privata di mio padre, La moglie dell'amico è sempre più buona, Incubo sulla città contaminata.

## Discografia

### Album
- 2005 – Chiamalavita, con Grazia Di Michele

### Singoli
- 1973 – Gatto briscolone/La canzone della befana
- 1975 – Stupido amore mio/Ma quando resto sola
- 1981 – Il piffero/La femminista
- 1988 – No alla droga no alla violenza, assieme ad altri artisti

### Partecipazioni
- Vitae di Davide Cavuti (2016)